# Technischer Modellbauer
Der Technische Modellbauer ist ein staatlich anerkannter Ausbildungsberuf nach Berufsbildungsgesetz und Handwerksordnung.

## Ausbildungsdauer
Die Ausbildungszeit zum Technischen Modellbauer beträgt in der Regel dreieinhalb Jahre. Die Ausbildung erfolgt an den Lernorten Betrieb und Berufsschule.

## Struktur des Berufes
Der Beruf beinhaltet die drei Fachrichtungen
- Anschauung
- Gießerei
- Karosserie und Produktion.

Mit dem Inkrafttreten des Berufes am 1. August 2009 traten die beiden Vorgängerberufe Modellbaumechaniker (für die Industrie) und Modellbauer (für das Handwerk) (ehemals Modellschlosser / Modelltischler/ Modellschreiner) außer Kraft. Der Technische Modellbauer vereint somit die beiden zuvor eigenständigen Berufe für Industrie und Handwerk. Die Inhalte des Modellbauers finden sich vornehmlich in der Fachrichtung Anschauung wieder während die Inhalte des Modellbaumechanikers vornehmlich in die Fachrichtungen Gießerei sowie Karosserie und Produktion einflossen.

## Arbeitsgebiete
Die Fachrichtungen des Ausbildungsberufes können den unterschiedlichen Arbeitsgebieten von Technischen Modellbauern zugewiesen werden. Für Betriebe des Modell- und Musterbaus sowie für Ingenieur- und Architekturbüros wurde die Fachrichtung Anschauung konzipiert. Gießereien sowie Modell- und Formenbaubetriebe können auf die Fachrichtung Gießerei zurückgreifen. Betriebe des Automobil- und Fahrzeugbaus sowie Unternehmen, die Formenbau betreiben, sollten auf die Fachrichtung Karosserie und Produktion zurückgreifen.

## Berufliche Fähigkeiten
Technische Modellbauer in der Fachrichtung Anschauung
- stellen Modelle zu Demonstrations-, Planungs- oder Versuchszwecken her
- ändern Anschauungsmodelle und setzen sie instand
- wenden manuelle und maschinelle Fertigungsmethoden an
- be- und verarbeiten Werk- und Hilfsstoffe
- planen und gestalten Anschauungsmodelle
- planen die Fertigung
- erstellen Fertigungsunterlagen und legen Fertigungsverfahren fest
- richten Werkzeuge, Geräte, Maschinen und technische Einrichtungen ein, bedienen und halten diese instand
- wenden computergestützte Fertigungsverfahren an
- wenden Antriebs- und Steuerungstechnik an
- gestalten und behandeln Oberflächen
- prüfen Anschauungsmodelle
- bereiten Anschauungsmodelle für den Versand vor
- berücksichtigen die Sicherheit und den Gesundheitsschutz bei der Arbeit sowie den Umweltschutz

Technische Modellbauer in der Fachrichtung Gießerei (ehemals Modellschlosser / Modelltischler / Modellschreiner und Formenbauer)
- fertigen Modelle durch manuelle und maschinelle Verfahren auf der Grundlage von
- Konstruktionszeichnungen und unter Berücksichtigung der Formverfahren, dem zu
- vergießenden Metall und der Anzahl der erforderlichen Formprozesse
- ändern Modelle, Modelleinrichtungen und Fertigungseinrichtungen und setzen sie instand
- be- und verarbeiten Werk- und Hilfsstoffe
- planen und konstruieren Produkte des Gießereimodellbaues
- erstellen Fertigungsunterlagen und legen Fertigungsverfahren fest
- richten Werkzeuge, Geräte, Maschinen und technische Einrichtungen ein, bedienen und halten diese instand
- wenden computergestützte Fertigungsverfahren an
- stellen Muster, Prototypen und Fertigungseinrichtungen her
- stellen Gießereimodelleinrichtungen und Dauerformen her
- wenden Antriebs- und Steuerungstechnik an
- prüfen Gießereimodelleinrichtungen und Dauerformen
- berücksichtigen die Sicherheit und den Gesundheitsschutz bei der Arbeit sowie den Umweltschutz

Technische Modellbauer in der Fachrichtung Karosserie und Produktion
- stellen Modelle für den Karosseriebau oder von Produktionsmodellen als Vorlage für die
- Einzel- und Serienfertigung sowie für den Formen- und Werkzeugbau her und wenden dabei manuelle und maschinelle Fertigungsmethoden an
- ändern Modelle, Modelleinrichtungen und Fertigungseinrichtungen und setzen sie instand
- be- und verarbeiten Werk- und Hilfsstoffe
- planen und konstruieren Produkte des Karosserie- oder Produktionsmodellbaues
- erstellen Fertigungsunterlagen und legen Fertigungsverfahren fest
- richten Werkzeuge, Geräte, Maschinen und technische Einrichtungen ein, bedienen und halten diese instand
- wenden computergestützte Fertigungsverfahren an
- stellen Muster, Prototypen und Fertigungseinrichtungen her
- fertigen Karosserie- oder Produktionsmodelle
- wenden Antriebs- und Steuerungstechnik an
- prüfen Karosserie- oder Produktionsmodelle
- berücksichtigen die Sicherheit und den Gesundheitsschutz bei der Arbeit sowie den Umweltschutz